# Zamișciîna, Radîvîliv
Zamișciîna (în ucraineană Заміщина) este un sat în comuna Krupeț din raionul Radîvîliv, regiunea Rivne, Ucraina.

## Demografie
Componența lingvistică a localității Zamișciîna
     Ucraineană (100%)
Conform recensământului din 2001, toată populația localității Zamișciîna era vorbitoare de ucraineană (100%).